# 考津茨包爾齊考

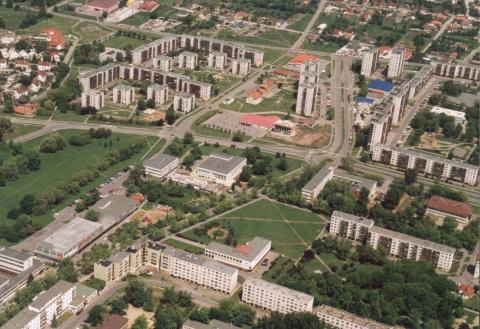

考津茨包爾齊考是匈牙利的城市，位於該國北部，距離首府米什科爾茨20公里，由包爾紹德-奧包烏伊-曾普倫州負責管轄，面積36.70平方公里，2010年人口29,256。

## 外部連結
- Official site （页面存档备份，存于）
- Pictures of the history of the city
- Aerial photographs （页面存档备份，存于）